# Johannes Härteis
Johannes Härteis (* 22. Februar 1996 in Nürnberg) ist ein deutscher Tennisspieler.

## Karriere
Johannes Härteis begann im Alter von fünf mit dem Tennisspielen. Er spielt bislang hauptsächlich auf der ATP Challenger Tour und ITF Future Tour. Bislang gewann er ein Turnier im Doppel auf der Future Tour. Bei der ATP Challenger Tour startete er 2014 jeweils mit einer Wildcard bei der Franken Challenge 2014, dem Oberstaufen Cup 2014 und dem Bauer Watertechnology Cup 2014.
In der Tennisbundesliga trat er 2012, 2013, 2014 und 2015 für den Tennis-Club 1. FC Nürnberg an.